# NGC 126
NGC 126 é uma galáxia lenticular (SB0) localizada na direcção da constelação de Pisces. Possui uma declinação de +02° 48' 40" e uma ascensão recta de 0 horas, 29 minutos e 08,1 segundos.
A galáxia NGC 126 foi descoberta em 4 de Novembro de 1850 por William Parsons.